# Port Isabel, Texas
Port Isabel là một thành phố thuộc quận Cameron, tiểu bang Texas, Hoa Kỳ. Năm 2010, dân số của xã này là 5006 người.

## Dân số
- Dân số năm 2000: 4865 người.
- Dân số năm 2010: 5006 người.